# Simulium trukense
Simulium trukense är en tvåvingeart som beskrevs av Stone 1964. Simulium trukense ingår i släktet Simulium och familjen knott. Inga underarter finns listade i Catalogue of Life.